# Clare Island Abbey
Clare Island Abbey (irisch Mainistir Chliara; St. Bridget’s Abbey) ist eine ehemalige Zisterzienserabtei auf der Insel Clare Island im County Mayo vor der Nordwestküste der Republik Irland. Sie liegt in der Nähe der Südküste von Clare Island.

## Geschichte
Das Kloster wurde angeblich im Jahr 1224 von der Familie O’Malley gestiftet und diente ihr als Grablege. Es gehörte als Tochterkloster von Knockmoy Abbey der Filiation der Primarabtei Clairvaux an. Das Kloster wurde 1460 erneuert. Später wurde die Abtei nach verschiedenen Angaben zu einem Karmelitinnenkloster. Seit 1895 ist sie ein Nationalmonument. Von 1990 bis 2000 fanden Konservierungsarbeiten statt.

## Bauten und Anlage
Die Abtei ist in ruinösem Zustand erhalten. Die einschiffige, querschifflose Klosterkirche mit einem durch einen Bogen abgetrennten Altarraum ist wegen ihrer für ein Zisterzienserkloster ungewöhnlichen Wandmalereien bekannt. Das ruinöse Langhaus wurde im Zuge von Renovierungsmaßnahmen in den 1990er Jahren gesichert und mit einem neuen Dach versehen.